# Suffridus Ypeij
Suffridus Ernst Ypeij, ook Ypey (Leeuwarden, 3 oktober 1858 - Rotterdam, 30 december 1916) was een Nederlandse burgemeester.

## Leven en werk
Ypeij werd in 1858 in Leeuwarden geboren als zoon van de secretaris van Leeuwarderadeel mr. Suffridus Ypeij en van jkvr. Ernestina Bernardina Harmanna van Panhuys. Van 1889 tot 1895 was hij burgemeester en secretaris van de voormalige gemeente Kethel en Spaland. In 1895 werd hij benoemd tot burgemeester van Sliedrecht. Deze functie vervulde hij tot zijn overlijden in 1916. Ypeij was bestuurslid van de Vereniging van Nederlandse Gemeenten.
Ypeij overleed op 30 december 1916 op 58-jarige leeftijd in een Rotterdams ziekenhuis. Hij werd op dinsdag 2 januari begraven te 's-Gravenhage.
- International Standard Name Identifier: 0000 0003 9193 5698
- Nederlandse Thesaurus van Auteursnamen: 135593042
- Virtual International Authority File: 285836543
- WorldCat: E39PBJhddW6xcvfx7pVFbWM9Dq